# マルガリータ・シモニャン
マルガリータ・シモノヴナ・シモニャン (ロシア語: Маргари́та Симо́новна Симонья́н; アルメニア語: Մարգարիտա Սիմոնյան ; 1980年4月6日 -) は、英語テレビ放送ネットワーク「RT（旧称ロシア・トゥデイ）」の編集長 であり、国営国際通信社「ロシアの今日」の編集長である。

## 来歴

### 幼少期
ロシア南部の町クラスノダールでアルメニア人家庭の子として生まれる。 両親はオスマン帝国からのアルメニア人難民の末裔だった。 父方の家系は1915年のアルメニア人虐殺の間、元々住んでいたトラブゾンからクリミアへ移った。第二次世界大戦の間ベリアのNKVDによって、彼らは何千ものヘムシン人（アルメニア人の末裔とされる）と一緒にウラル地方へ強制移住させられた。この時にシモニャンの父はエカテリンブルクで生まれ、シモニャンの母は19世紀末のトルコによるアルメニア人虐殺から逃れた家庭の元、ソチで生まれた。  シモニャンの家庭は、ソチのアドレルスキー市にあるモルドヴカという町にレストランを所有していた。 シモニャンは労働者階級出身で、幼い頃からジャーナリストになりたかった。彼女は最初地元の新聞社で働き、その後クバン連邦大学でジャーナリズムを学びながら地元のテレビ局で働いた。
1996年、 シモニャンは米国務省が主催する「未来のリーダー交換」（FLE）プログラムと「学生交換プログラム」の一環としてニューハンプシャー州のブリストルに一年間滞在した。 彼女曰くこの期間にロシア人とアメリカ人は「文化や家族との関係や、生き方、反応、ユーモアのセンスがとてもよく似ている」ことを発見した。

## キャリア
シモニャンは地元テレビ局で第二次チェチェン紛争とロシア南部の大洪水について扱い、「プロフェッショナルの勇気」賞を受賞した。2002年には国営テレビチャンネル「ロシア１」の地域特派員となり、2004年に発生したベスラン学校占拠事件を扱った。 事件の現場に最初に到着したジャーナリストの一人であった彼女は、186人の子供を含む334人が殺害されたのを目撃した。彼女はインタビュワーに対して「今まで私に起きたことで最も悪い事態だ」と話し、また事件について記事を書こうとするとき頻繁に泣いたという。 その後彼女はモスクワに異動し、クレムリンの担当になった。
彼女は初めてロシア国営テレビ・ラジオ局の副社長に就任し、ロシア連邦市民会議のメンバーとなった。2010年には最初の本「モスクワへ向かう！（Heading to Moscow!）」を出版した。

### RTと「ロシアの今日」の編集長

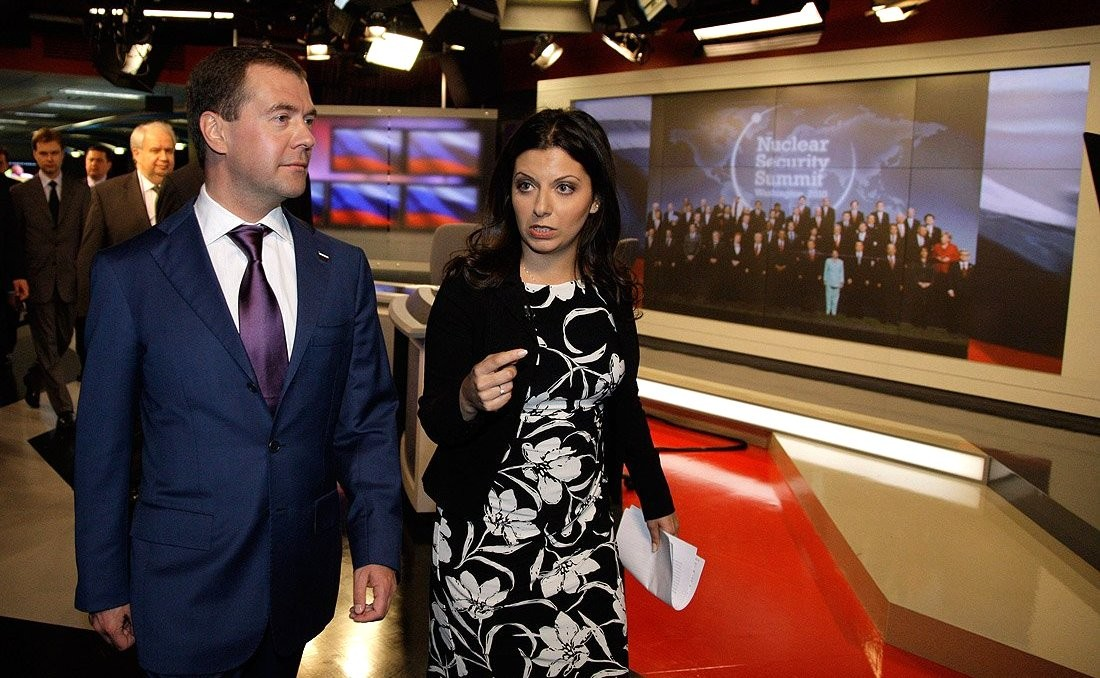
2010年4月にRTのオフィスを訪問したドミートリー・メドヴェージェフを案内するシモニャン編集長

シモニャンはわずか25歳でRTの編集長に2005年に就任した。彼女がジャーナリストとして活動し始めたのは18歳からである。 彼女は2008年のインタビューで「私の年齢は私がどうやってこの職に就いたのか人々によく疑問を抱かせる」と述べている。モスクワメディア法・政策研究所所長で、モスクワ大のジャーナリズムの教授のアンドレイ・リヒターは「彼女は良いコネを持っていたので指名された」と示唆した。 いくつかの情報源が彼女はウラジーミル・プーチンに近しい クレムリン支持者だと裏付けている。  プーチンが彼女に一度花を贈ったことを彼女は認めている。 花のことについて尋ねられた時、シモニャンは「報道関係者の会議で、プーチンがタジキスタンの大統領と話していた。その時私は特別な記念日である、25歳の誕生日だった。他のジャーナリストたちがこのことを話しているのを、プーチンは聞いていた。そういうわけで、私が花を受け取った。これはとても自然なことだ。これは、あなたの言う大統領の大きな配慮に当たるとは、私は考えない」と説明している。ソ連崩壊後、沢山のベテランジャーナリストたちは新しいメディア企業から求められなかったが、これは企業が経験の浅い若いジャーナリストを好んだためで、ほとんどの社員が若者であった、とシモニャンはレポーターたちに説明してきた。
ロシア国外出身のジャーナリスト約70人を含む300人のスタッフと共に、RTは2005年12月10日に放送を開始した。 シモニャンはRTの報道と政治的立場についての質問に頻繁に答えてきた。RT立ち上げの際、RTの趣旨はBBCやCNN、ユーロニュースのように、「世界へのロシアの意見を反映」してロシアの「よりバランスのとれた情報を提供」する「プロの形式」をとる、とシモニャンは宣言している。 また彼女はレポーターに、政府は内容を指示せず、「この国では政府による検閲は憲法によって禁じられている」と言った。 彼女はモスクワタイムズに対して、RTが一度物議を醸して発生した論争は局にとって不可欠なものである、と述べた。またRTの仕事はモスクワでの評判をよくすることではないとも述べた。 しかしながら局は西側でバイアスがあると繰り返し批判されてきた。シモニャンは諺を引用している、「客観的なものは存在しない。ただ複数の異なる視点から見た、真実に近いものは存在しうる」。
ロシアがジョージアと敵対する南オセチアを支援した、RTの2008年南オセチア紛争の報道について彼女は自身の考えをワシントン・ポストで議論した。英語チャンネルの間では、RTだけが南オセチア側の話しを提供していた、と彼女は述べている。RTはロシアの空襲を過小評価していると断言した、RT特派員のウィル・ダンバーの主張をシモニャンは否定し、彼の主張する検閲の存在も否定した。彼女は他の放送局と比較して「私たちは我々がロシアの放送局だという事実を隠そうとはしていない。当然、私たちはロシアの視点から世界を見ている。私たちはこの点において幾分か誠実だ。」 と述べた。
2013年12月31日には、シモニャンは新しい国営通信社である「ロシアの今日」の編集長に就任することになり、二つの団体の編集長を兼任することになる。

## 私生活
ジャーナリストでプロデューサーのアンドレイ・ブラゴジレンコと結婚していた。2012年から事実婚のロシア系アルメニア人の映画監督ティグラン・ケオサヤンとの間に2013年8月には長女マリアナを出産し 、2014年9月には長男バグラットを出産 、2019年10月には次女マロを出産している。
シモニャンはロシア語と英語が流暢である。2012年のインタビューで彼女はアルメニア語を話せないことを悔やんでおり、これは家族が方言の違いから家庭でアルメニア語を話さなかったのが原因だと説明している。その反省もあり長女と長男にはアルメニア語を習得させている。

## 賞
- 友情の賞（ロシアの国と国民の関係向上に助力したものに贈られる勲章）(2007)[25]
- モヴセス・ホレナツ賞（アルメニアの文化勲章） (2010)[26]
- 祖国への貢献賞 第4位（ロシア国民の最高位勲章） (2014)[27]